# Pterosemigastra oenone
Pterosemigastra oenone is een vliesvleugelig insect uit de familie Pteromalidae. De wetenschappelijke naam is voor het eerst geldig gepubliceerd in 1915 door Girault & Dodd.